# Pannerdense Kop

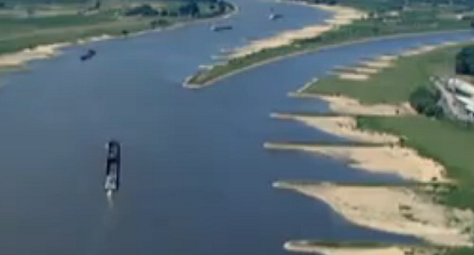
De Pannerdense Kop vanuit de lucht

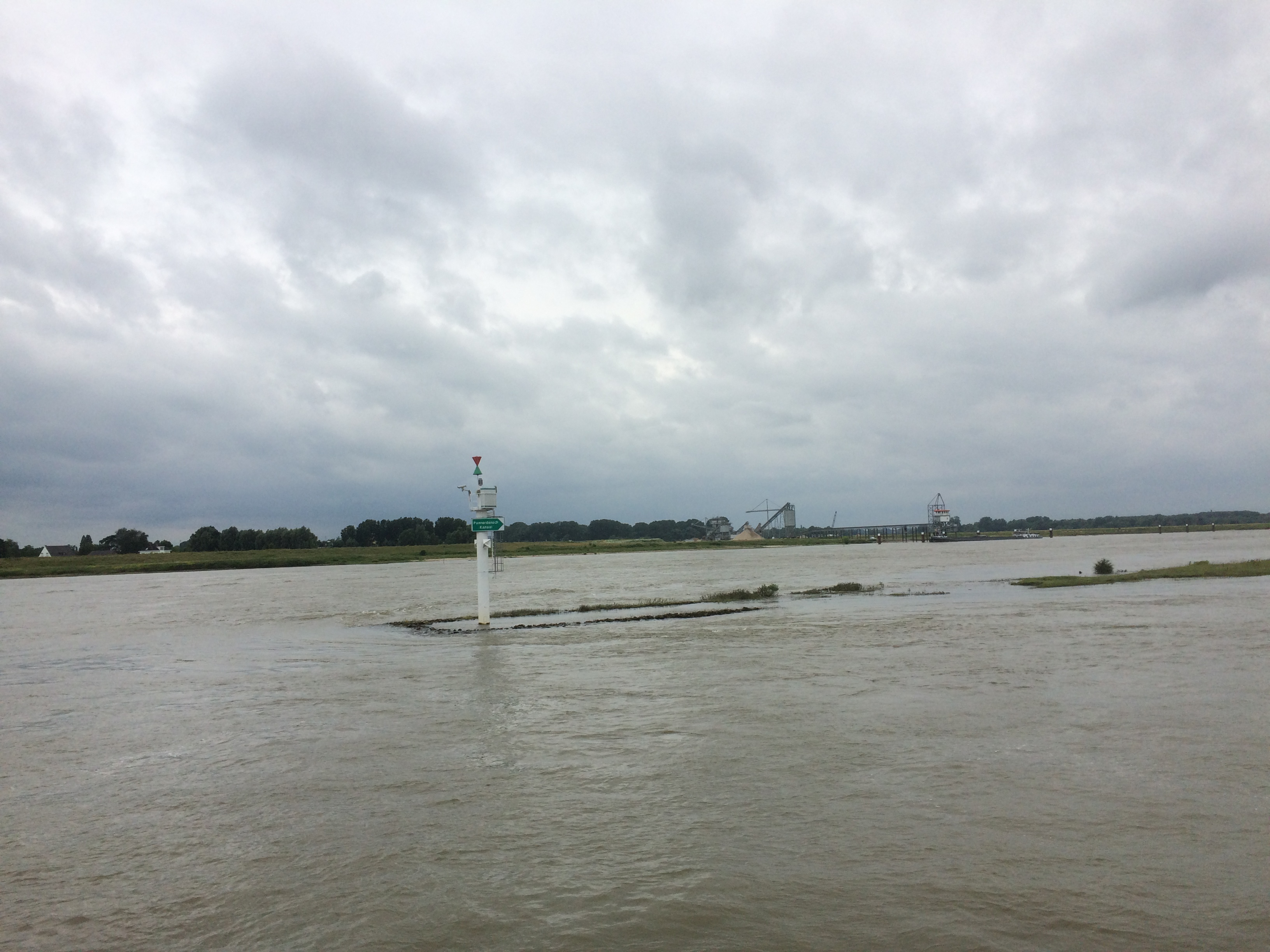
Baak op de Pannerdense kop

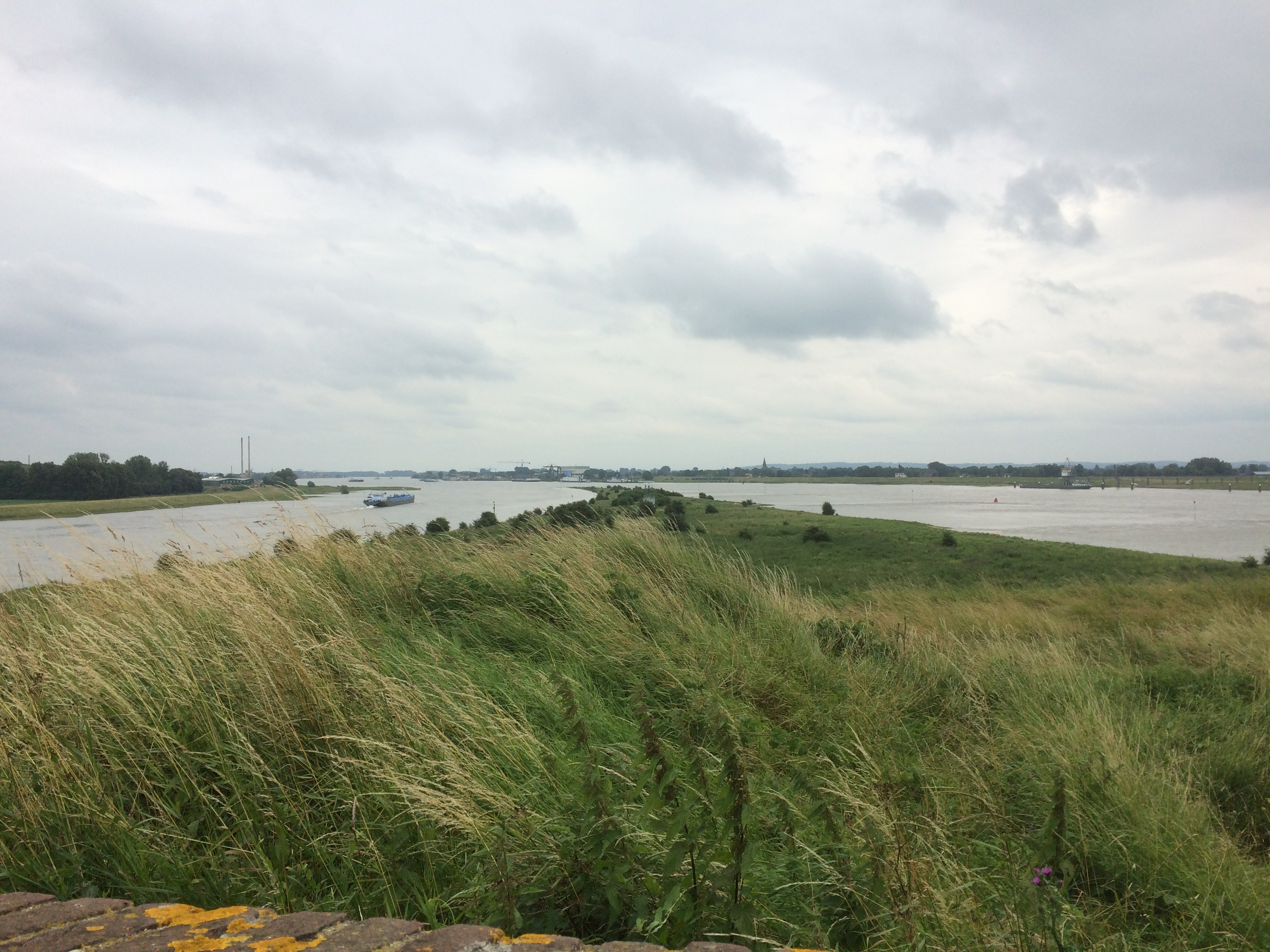
Zicht op Pannerdense kop vanaf Fort Pannerden

De Pannerdense Kop of Pannerdensche Kop is het punt waar de Boven-Rijn zich splitst in de Waal en het Pannerdensch Kanaal. Dit splitsingspunt heeft zijn huidige vorm gekregen in 1798 en is ingericht zodat 1/3 van het Rijnwater via het Pannerdensch Kanaal gaat en 2/3 via de Waal. Deze verdeling is sindsdien ongewijzigd gebleven. 
Nabij de Pannerdense Kop bevindt zich Fort Pannerden.

## Wetenswaardigheden
Net ten zuiden van Arnhem ligt een vergelijkbare splitsing, de IJsselkop, waar het water vanuit het Pannerdensch Kanaal met een verhouding 3:1 wordt verdeeld; ditmaal tussen respectievelijk de Nederrijn en de IJssel. Deze waterverdeling komt alleen tot stand als de stuwen in de Nederrijn open staan. Is dat niet het geval, dan wordt verreweg het meeste water naar de IJssel geleid ter verversing van het IJsselmeer, de belangrijkste zoetwaterboezem van Nederland. 